# Превентор

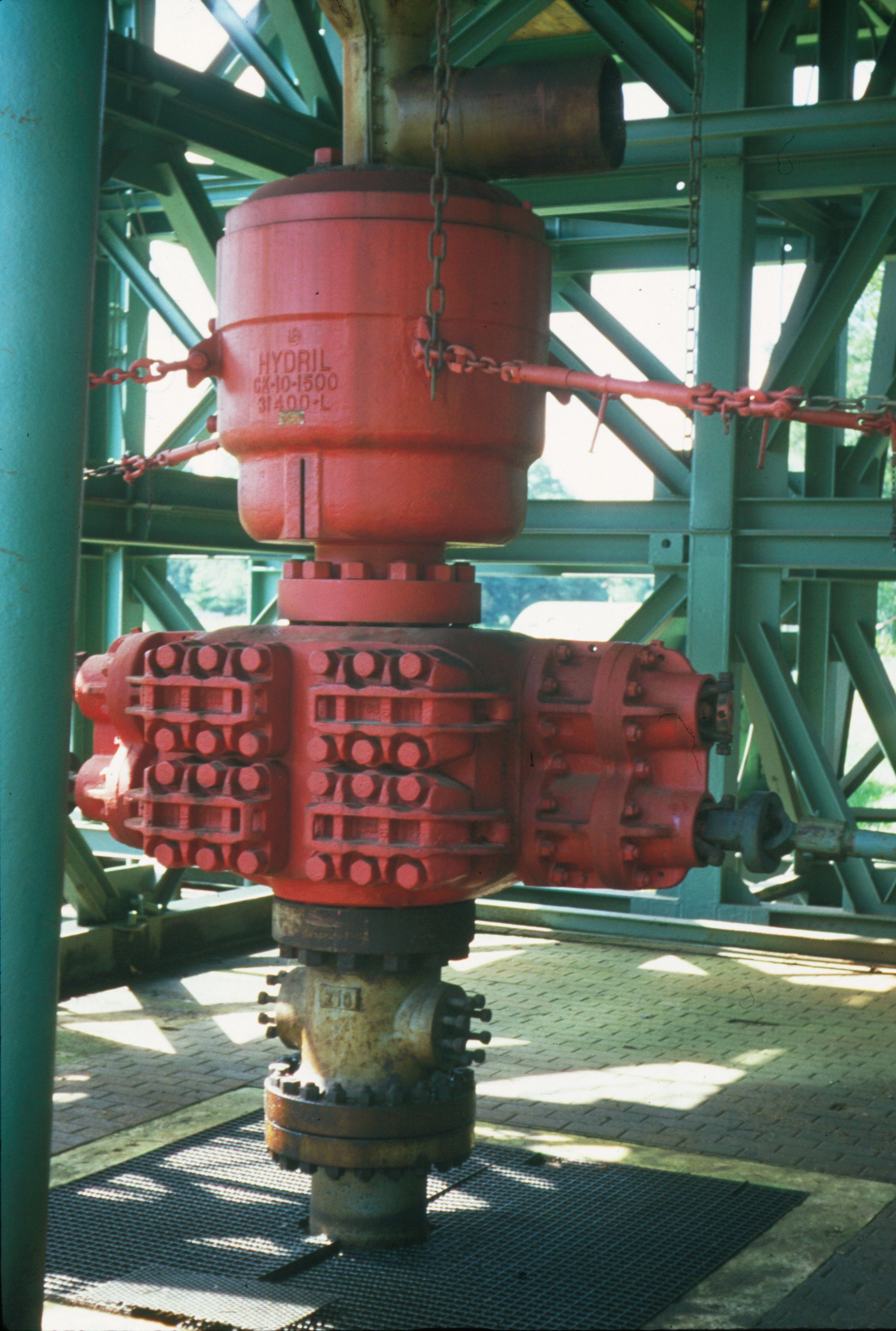
Зовнішній вигляд

## Визначення
Превентор (від лат. praevenio — запобігати, англ. blowout preventer) — пристрій, що встановлюється на гирлі бурової свердловини для герметизації і попередження викиду з неї рідини або газу (фонтанування) при бурінні чи капітальному ремонті. Має металевий корпус, всередині якого рухаються плашки з ущільненнями для бурового стовбура, або суцільні для перекриття всієї площі перетину свердловини.
Місце встановлення превентора при морському бурінні показано на рисунку.

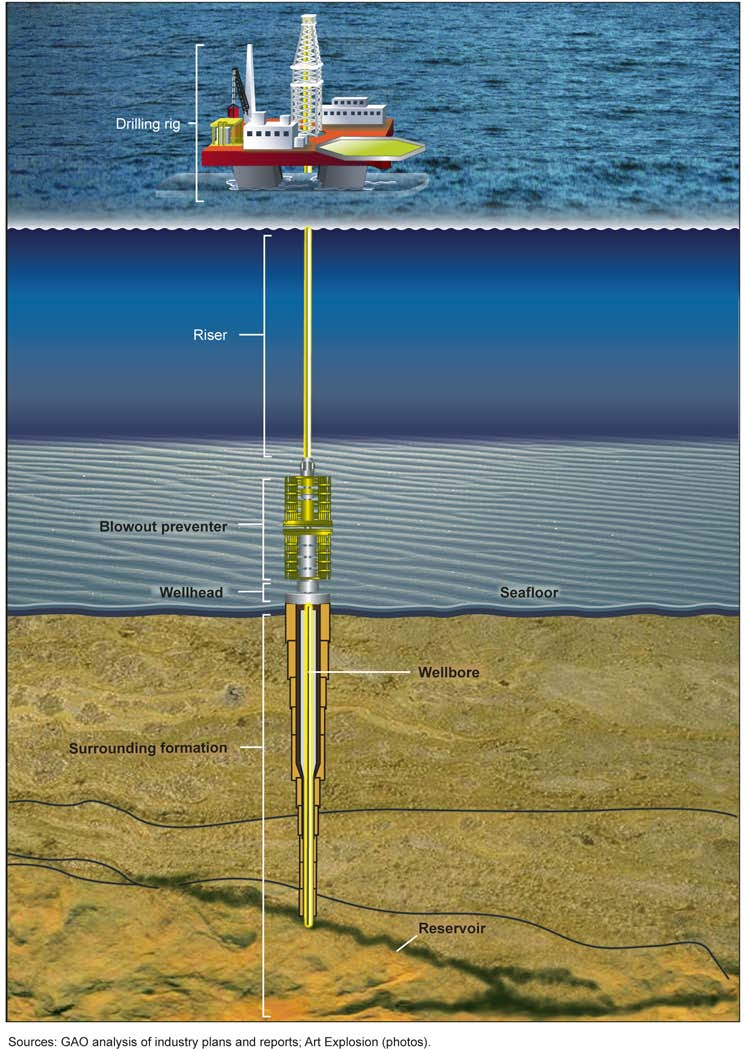
Обладнання, яке застосовується при морському бурінні.

## Види превенторів
- Універсальний
- Плашковий
- Обертовий

Універсальний і плашковий превентор ППГ призначені для герметизації гирла свердловини за наявності або відсутності колони труб у свердловині. Універсальні превентори також дозволяють провертати бурильну колону і протягувати труби з муфтами і бурильними замками, зберігаючи при цьому герметичність. Обертовий превентор призначений для герметизації кільцевого зазору між гирлом свердловини і бурильною колоною, а також для забезпечення можливості обертання бурильної колони при герметизованому гирлі.

### Універсальні (кільцеві) превентори

Універсальні превентори володіють ширшими можливостями. Вони герметизують гирло свердловини за наявності і відсутності в ній підвішеної колони труб і разом з тим дозволяють, зберігати герметичність гирла свердловини, провертати бурильну колону і протягати труби разом з муфтами і бурильними замками.
Встановлена наступна система позначення кільцевих превенторів: — ПУ — превентор кільцевий (універсальний); — конструктивне виконання:
1 — з конічною зовнішньою поверхнею ущільнювача;
2 — із сферичною зовнішньою поверхнею ущільнювача; — умовний діаметр проходу в мм; — робочий тиск, МПа; — виконання (за необхідності) в залежності від характеристики свердловинного середовища.
Універсальний превентор здатний герметизувати гирло свердловини незалежно від діаметру і геометричної форми предмету, що ущільнюється.

### Плашкові превентори

Плашкові превентори призначені для герметизації гирла за наявності або відсутності в свердловині труб. Застосовуються для експлуатації в помірному і холодному макрокліматичних районах.
Плашкові превентори забезпечують можливість розходження колони труб при герметизованому гирлі в межах довжини між замковими або муфтовими з'єднаннями, підвіску колони труб на плашки і її утримання від виштовхування під дією тиску свердловини.
Встановлена наступна система позначення плашкового превентора:
 — тип превентора і вид привода
 — ППГ (плашковий з гідроприводом), ППР (плашковий з ручним приводом), ППС (плашковий з перерізними плашками);
 — конструктивного виконання — з трубними або глухими плашками — не позначається;
 — діаметр умовний проходу, мм; — робочий тиск, МПа;
 — тип виконання — залежно від середовища свердловини (K1, K2, К3).[прояснити]
Плашкові превентори не забезпечують герметизації гирла свердловини, якщо на рівні плашок розташовуються ведуча труба, буровий замок, муфта і інші частини колони труб, діаметральні і геометричні форми яких не відповідають встановленим у превенторі плашкам. При закритому превенторі допускається повільне розходження колони в межах гладкої частини труб і неможливе обертання, спуск і підйом бурильної колони.
Основні показники надійності плашечного превентора забезпечують періодичну перевірку його на функціонування шляхом закриття на трубі, опресовуванням буровим розчином або водою і відкриття, а також можливістю ходіння бурильної колони на довжині труби під надмірним тиском.
У структурно-пошуковому бурінні використовуються плашкові превентори ППБ–307х320 з електричним приводом. Розроблений і випробуваний плашковий превентор з одностороннім приводом ПГО–230х320 Бр, плашки якого за допомогою важелів переміщаються від одного силового циліндра. Завдяки цьому в превенторах ПГО плашки сходяться в центрі прохідного отвору незалежно від співісності превентора і підвішеної колони труб. В цілях зниження висоти стволової частини противикидного обладнання користуються здвоєними превенторами (рисунок), замінюючими два звичайних плашкових превентора.

### Обертові превентори
Превентори обертові (герметизатори роторні) призначені для ущільнення гирла свердловини з обертовою в ньому (гирлі) трубою або ведучою трубою.
Обертовий превентор використовується у складі противикидного обладнання при роторному бурінні з очищенням вибою від вибуреної породи газом, повітрям або аерованою промивальною рідиною, а також при зворотному промиванні свердловини і розкритті пластів з високим пластовим тиском.